# Chino y Nacho
A Chino y Nacho, vagy Chino & Nacho, Jesús Alberto Miranda Pérez (Chino, El chino) (1984. november 15. –) és Miguel Ignacio Mendoza (Nacho) (1977. augusztus 22. –) által alkotott venezuelai pop duó. A duó 2010-ben elnyerte a Best Urban Album Latin Grammy-díját a Mi Niña Bonita c. albumukért.

## Történetük
Mielőtt a duó megalakult volna, Chino és Nacho a Calle Ciega nevű fiúegyüttes tagjai voltak. A legismertebb slágerük a Mi Cachorrita című dal volt. Zenei karrierjük innen indult, öt albumot jelentettek meg. Venezuelában és a környező országokban sok rádió sugározta számaikat. A venezuelai duó nagyobb nyilvánosságot tudott kiharcolni magának, mint más venezuelai együttesek köszönhetően a Calle Ciega-s sikereknek.
A duó zenei műfaja leginkább salsával és merengue-vel kevert reggaetón. Az együttes az utolsó kislemezük kiadása után felbomlott és szétváltak, így lettek Chino y Nacho és Los Cadillac’s. A duó először 2008-ban vált világhíressé az újonnan kiadott Época de Reyes albumukkal. A széles körű reggaetón stílusú, egyszerre romantikus és trópusi latin hangzású album nagy kasszasiker lett Venezuelában. A Vagabundo de Amor egy Elié produkció Divino-val és a Dentro de mi Don Omar-ral és Richy Peña zenei rendezővel. Ezzel alapozták meg jövőjüket, ezután Chino y Nacho nemzetközi lemezszerződést írt alá az Universal Music-kel és 2009 novemberében kiadták újabb számukat, a Mi Niña Bonitát. Az utána következő hónapokban ez a szám felkerült a Billboard Latin Songs slágerlistára. Eközben az Universal megjelentette a Mi Niña Bonita c. albumukat 2010-ben, amelyet a Machete Music jegyez. 2015 júniusában megjelentették a legújabb albumukat Radio Universo címmel.
A duó 2017-ben feloszlott. Chino immáron Chyno Miranda művésznéven folytatja karrierjét.

## Diszkográfia slágerlista-adatokkal

### Albumok

#### Stúdióalbumok
| Época de Reyes                               | - Megjelent: 2008. július 10. - Kiadó: Machete Music - Formátum: CD, zeneletöltés                           | —  | —   | — | — | - APFV: 2× Platina    |
| Mi Niña Bonita                               | - Megjelent: 2010. április 6. - Kiadó: Machete Music, Universal Music Latino - Formátum: CD, zeneletöltés   | 20 | —   | 4 | — | - RIAA: Arany (Latin) |
| Supremo                                      | - Megjelent: 2010. december 18. - Kiadó: Machete Music, Universal Music Latino - Formátum: CD, zeneletöltés | —  | 130 | 1 | 1 | - ASINCOL: Arany      |
| Radio Universo                               | - Megjelent: 2015. június 23. - Kiadó: Machete Music - Formátum: CD, zeneletöltés                           | —  | —   | — | — |                       |
| "—" Az album nem került fel a slágerlistára. | |    |     |   |   |                       |

Újra kiadott albumok
- Mi Niña Bonita: Reloaded (2010)
- Supremo: Reloaded (2013) (középlemezként)

#### Középlemezek
| Supremo: Reloaded                            | - Megjelent: 2013. március 13. - Kiadó: Machete Music, Universal Music Latino - Formátum: zeneletöltés | 42 |
| "—" Az album nem került fel a slágerlistára. | |    |

### Kislemezek
| Vagabundo de Amor (Divino)                                        | 2007 | 1 | — | —  | —  | —  | Época de Reyes |
| Dentro de Mí (Don Omar)                                           | 2008 | 2 | — | —  | —  | —  | Época de Reyes |
| Me Mata, Me Mata                                                  | 2008 | 2 | — | —  | —  | —  | Época de Reyes |
| Niña Bonita                                                       | 2009 | 1 | — | 1  | 1  | 3  | Mi Niña Bonita |
| Se Apagó La Llama (R.K.M & Ken-Y)                                 | 2009 | 3 | — | —  | —  | —  | Mi Niña Bonita |
| Lo Que No Sabes Tú                                                | 2009 | 5 | — | —  | —  | —  | Mi Niña Bonita |
| Tu Angelito                                                       | 2010 | 3 | — | 10 | 14 | 6  | Mi Niña Bonita |
| El Poeta                                                          | 2011 | 1 | — | 8  | 24 | 8  | Supremo        |
| Bebé Bonita (Jay Sean)                                            | 2012 | 3 | — | 1  | 1  | 7  | Supremo        |
| Regalame Un Muack (El Potro Álvarez)                              | 2012 | 3 | — | 27 | 1  | 20 | Supremo        |
| Sin Tí                                                            | 2012 | 6 | — | 18 | 6  | 5  | Supremo        |
| Chica Ideal                                                       | 2013 | 1 | 5 | 19 | 1  | 12 | N/A            |
| Tu Me Quemas (Gente de Zona & Los Cadillac's)                     | 2014 | 1 | 6 | 27 | 1  | 6  | N/A            |
| "—" A kislemez nem került fel a slágerlistákra az adott régióban. |      |   |   |    |    |    |                |

### Vendégelőadók, együttesek
| Soñando (Djemba, Chino & Nacho)                                   | 2010 | — | —  | — | —  | nincs kislemez       |
| Bla Bla Bla (El Potro Álvarez, Chino & Nacho)                     | 2010 | 2 | 36 | 1 | 33 | nincs kislemez       |
| Dame Un Besito (Fainal, Chino & Nacho)                            | 2011 | 1 | —  | — | —  | Súper Fainal         |
| La Vida Es Bella (Ana Isabelle, Chino & Nacho)                    | 2011 | 8 | —  | — | —  | nincs kislemez       |
| Don Juan (Fanny Lú, Chino & Nacho)                                | 2012 | 1 | —  | 4 | —  | Felicidad y Perpetua |
| Se Que Esta Noche Sera (Marilanne, Chino & Nacho)                 | 2012 | — | —  | — | —  | nincs kislemez       |
| Dime Si Tú (Estephy, Chino & Nacho)                               | 2013 | 1 | —  | — | —  | nincs kislemez       |
| "—" A zeneszám nem került fel a slágerlistákra az adott régióban. |      |   |    |   |    |                      |

## Elismerések és díjak

### Elismerések[17]
Orchid Festival
Chino y Nacho történelmet írt azzal, hogy megnyerte a „Orquídea de Uranio” fődíjat a „Festival de la Orquídea”-n, és a második „Orquídea de Uranio” helyezést is, ami a fesztivál történetében egyedülálló.
HTV díjak
Az első kislemez, az „El poeta” nyert 2011-ben a rangos HTV csatorna által választott közönségszavazáson, mint „Az év videója” és „Az év száma”
BMI díjak
2012-ben megkapták a BMI díjat a „Tu Angelito” c. dalukért, amellyel sikerült felkerülniük az USA és Puerto Rico zenei listáira.

### Díjak[17]
Latin Billboard díjak
| Év   | Jelölés        | Kategória (magyar nyelven)                                                          | Eredmény |
| ---- | -------------- | ----------------------------------------------------------------------------------- | -------- |
| 2011 | Chino y Nacho  | Nuevo artista latino del año (Az év új latin előadója)                              | jelölve  |
| 2011 | Chino y Nacho  | Artista Tropical del Año, Dúo o Grupo (Az év trópusi előadója, Duó vagy együttes)   | jelölve  |
| 2011 | Chino y Nacho  | Artista del Año, Dúo o Grupo (Az év trópusi előadója, Duó vagy együttes)            | jelölve  |
| 2011 | Chino y Nacho  | Rhythm Artista del Año, Dúo o Grupo (Az év ritmus előadója, Duó vagy együttes)      | jelölve  |
| 2011 | Mi Niña Bonita | Tema del Pop latino del año (Az év latin pop témája)                                | jelölve  |
| 2011 | Mi Niña Bonita | América Digital Download del Año (Az év amerikai digitális letöltése)               | jelölve  |
| 2011 | Niña bonita    | Tema Tropical del Año (Az év trópusi témája)                                        | jelölve  |
| 2011 | Niña bonita    | Álbum del año (Az év albuma)                                                        | jelölve  |
| 2012 | Chino y Nacho  | Dúo Tropical del Año (Az év trópusi duója)                                          | jelölve  |
| 2012 | Chino y Nacho  | Dúo Latino Canción del Año (Az év latin dal duója)                                  | jelölve  |
| 2012 | Chino y Nacho  | Dúo Latino del Año (Az év latin duója)                                              | jelölve  |
| 2013 | Bebe bonita    | Dúo o Grupo Tropical del Año: Canciones (Az év duója vagy trópusi együttese: Dalok) | nyert    |

Grammy Latino díjak
| Év   | Jelölés        | Kategória (magyar nyelven)                                  | Eredmény |
| ---- | -------------- | ----------------------------------------------------------- | -------- |
| 2010 | Mi niña bonita | Mejor Álbum de Música Urbana (A városi zene legjobb albuma) | nyert    |

Lo Nuestro díjak
| Év   | Jelölés        | Kategória (magyar nyelven)                                        | Eredmény |
| ---- | -------------- | ----------------------------------------------------------------- | -------- |
| 2011 | Mi niña bonita | Álbum del Año Tropical (A trópusi év albuma)                      | nyert    |
| 2012 | Chino y Nacho  | Grupo o Dúo Tropical del Año (Az év trópusi együttese vagy duója) | nyert    |

Juventud díjak
| Év   | Jelölés       | Kategória (magyar nyelven)                 | Eredmény |
| ---- | ------------- | ------------------------------------------ | -------- |
| 2011 | Tu angelito   | Mi Video favorito (A kedvenc videóm)       | jelölve  |
| 2012 | Chino y Nacho | Dúo Tropical del Año (Az év trópusi duója) | függőben |

Pepsi Music díjak
| Év   | Jelölés       | Kategória (magyar nyelven)                        | Eredmény |
| ---- | ------------- | ------------------------------------------------- | -------- |
| 2012 | Chino y Nacho | Artista del año (Az év előadója)                  | nyert    |
| 2012 | Supremo       | Disco del año (Az év lemeze)                      | nyert    |
| 2012 | El poeta      | Canción del año (Az év dala)                      | nyert    |
| 2012 | El poeta      | Vídeo del año (Az év videója)                     | jelölve  |
| 2012 | Chino y Nacho | Artista en Vivo del año (Az év előadója a Vivo-n) | nyert    |
| 2012 | Chino y Nacho | Artista Urbano del año (Az év városi előadója)    | nyert    |
| 2012 | El poeta      | Vídeo Urbano del año (Az év városi videója)       | nyert    |
| 2012 | Supremo       | Disco Urbano del año (Az év városi lemeze)        | nyert    |
| 2012 | El poeta      | Canción Urbana del año (Az év városi dala)        | nyert    |